# Oleia camura
Oleia camura är en tvåvingeart som beskrevs av Andersen och Mendes 2007. Oleia camura ingår i släktet Oleia och familjen fjädermyggor. Inga underarter finns listade i Catalogue of Life.